# 小屋平駅
小屋平駅（こやだいらえき）は、富山県黒部市宇奈月町黒部にある黒部峡谷鉄道本線の駅。関西電力専用駅のため、一般客の利用はできない。

## 駅構造
鉄板でできた1面2線の島式ホームをもつ。
関西電力小屋平ダムの業務用に設置された駅であり、小屋平ダム管理施設への引き込み線がのびている。小屋平ダムの業務以外には、旅客列車の行き違いなどに利用されている。

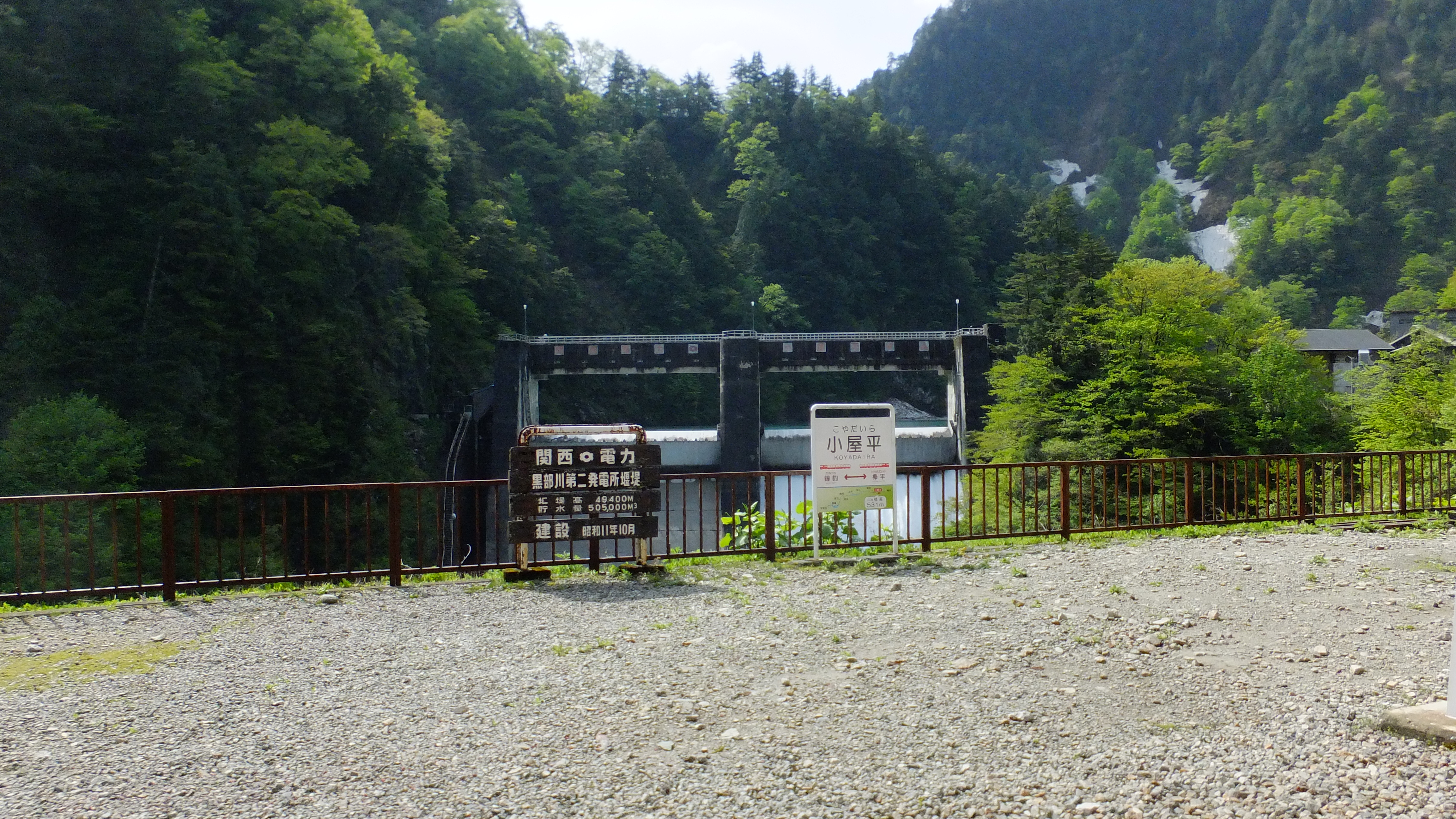
駅名標。奥に小屋平ダムが見える。

## 隣の駅
黒部峡谷鉄道
■本線
鐘釣駅 - 小屋平駅 - 欅平駅
かつては鐘釣駅 - 当駅間に四平駅が存在した。